# 2K Czech
2K Czech (dawniej Illusion Softworks) – czeski producent gier komputerowych. Studio zostało założone przez Petra Vochozkę oraz inwestorów Cash Reform Group w 1997 roku.
Illusion Softworks początkowo zajmowało się tworzeniem gier na komputery osobiste oraz konsole (PlayStation, Sega Dreamcast, Xbox itp.). Pierwsza gra studia stworzona została w 1999 roku i nosiła nazwę Hidden & Dangerous, a następną była Flying Heroes, wydana w 2000 roku. Po dwóch latach pracy i stworzeniu autorskiego silnika (LS3D engine) Illusion Softworks wydało grę Mafia. W 2003 roku studio wypuściło na rynek Vietcong i Hidden & Dangerous 2. W roku 2005 wyprodukowana została gra Kameleon oraz Circus Grande.
W 2008 roku Illusion Softworks zostało przejęte przez Take-Two Interactive i zmieniło nazwę na 2K Czech. W 2010 roku światło dzienne ujrzała kontynuacja gry Mafia pod nazwą Mafia II.

## Gry wydane
- 1999: Hidden & Dangerous
- 2000: Flying Heroes
- 2002: Mafia
- 2003: Vietcong
- 2003: Hidden & Dangerous 2
- 2004: Vietcong: Fist Alpha
- 2004: Wings of War
- 2004: Hidden & Dangerous 2 Sabre Squadron
- 2004: Vietcong: Purple Haze
- 2005: Vietcong 2
- 2005: Kameleon
- 2005: Circus Grande
- 2010: Mafia II
- 2011: Top Spin 4

### Gry anulowane
- Enemy in Sight